# Peterdy Márta
Peterdy Márta, született Popp (Budapest, 1923. február 21. – Normandia, 2024. április 16.) hivatásos teniszező, örökös magyar bajnoknő. 

## Élete
Négyszeres országos egyéni bajnok, sportpályafutása elején műkorcsolyázóként országos bajnoki szinten is versenyzett.
„Persze. Ott is megnyertem a magyar bajnokságot, de betelefonáltak, hogy a Peterdy Márta nem lehet két sportágban bajnoknő, és… Nem tudom már, hogy hívták a lányt, akinek mondták, hogy ő nyerte a magyar bajnokságot. De mindenki tudta, hogy én nyertem.” 
Százéves jubileumán teniszpályafutásáról mondta:„Tizennégy magyar bajnokságot nyertem. Farkas Pista számolta össze nekem, mert én sem tudtam. Szingliben, női párosban Körmöczy Zsuzsival és Fehér Kálmánnal vegyes párosban. Megvertük az Asbóth-Körmöczy kettőst!” 
Az 1940-es évektől az 1960-as évekig rendszeresen szerepelt a Roland Garosson és Wimbledonban, így mindkét tornán a harmadik fordulóig jutott. 1947-ben férjhez ment Wolf úrhoz. Az 1956-os forradalom után a francia fővárosban, Párizsban élt családjával hontalanként, mivel férje a két gyermeküket magával vitte, így válaszút elé állítva őt. 
2023 februárjában egy normandiai prémium idősotthonában töltötte be a 100. életévét, és 2024. április 16-án, 101 évesen ott is halt meg.

## Fordítás
- Ez a szócikk részben vagy egészben  a   Márta Peterdy-Wolf című angol Wikipédia-szócikk ezen változatának fordításán alapul.  Az eredeti cikk szerkesztőit annak laptörténete sorolja fel. Ez a jelzés csupán a megfogalmazás eredetét és a szerzői jogokat jelzi, nem szolgál a cikkben szereplő információk forrásmegjelöléseként.